# Ken Hase
Ken Hase (長谷 健, Hase Ken, 17 octobre 1904 - 21 décembre 1957) est un romancier japonais, écrivant principalement pour les enfants.
En 1939, il reçoit le Prix Akutagawa pour Asakusa no kodomo (あさくさの子供), inspiré de son expérience de professeur.
Il meurt d'un accident de la route à l'âge de 53 ans.